# Воронин, Сергей Анатольевич (ватерполист)
Сергей Анатольевич Воронин (род. 4 июня 1964, Ташкент) — советский и российский ватерполист (подвижный нападающий); ныне — тренер. Мастер спорта международного класса.
В «Мехнате» (Ташкент) — 1981-84, «Динамо» (Москва) — 1985-89, 1996-98, «Лечче» (Лечче, Италия) — 1990-94.
Чемпион СССР (1985, 1987) и России (1998), 2-й призер чемпионатов СССР (1988, 1989) и России (1997).
Обладатель Кубка СССР (1986, 1988) и России (1996, 1997), финалист Кубка России (1998).
Финалист Кубка европейских чемпионов (1986). Финалист Кубка обладателей кубков (1989).
В сборной СССР — 1985—1986.
Завершив профессиональную карьеру в 2000 году, он продолжил работу в качестве тренера.
В 2005 году стал вторым тренером в клубе «Спартак-Волгоград»; в 2009—2010 — главный тренер клуба.
Под его руководством команда завоевала серебро в Чемпионате России и золото в Кубке России (2009).
В 2010 году команда завоевала золото и стала чемпионами в Чемпионате России, и выиграла бронзовую медаль в Кубке России.
С 2011 года был главным тренером мужской команды «Спартак-Волгоград 2».
Позже работал старшим тренером Центра олимпийской подготовки по водным видам спорта (Кириши Ленинградской области).
Летом 2020 года стал главным тренером клуба «Динамо» (Москва)